# Franjo Bosanac
Franjo Bosanac (Franciscus Bossinesis) je bio skladatelj. Rođen je u Bosni i Hercegovini u Srebreniku. Rođen je na kraju 15. stoljeća.
Njegovi najbitniji radovi bili su:

-talijanski

-ricercare

-frottole

Pobjegao je u Mletke (Italija) gdje je postao radnik u poznatoj izdavačkoj kući Petrucci. Naučio je koristiti glazbeni notni zapis prepisujući skladbe poznatih skladbe tog vremena. Tada počinje skladati i stječe svoje mjesto kao skladatelja humanizma i renesanse. Skladao je za lutnje, i izdao je dvije zbirke svoje zbirke (koje sadrže 126 frottola i 46 ricercara). Značajne su s toga jer obilježavaju prve pokušaje umjetničke instrumentalne glazbe u Hrvata.
O Franji Bosancu nije puno poznato i ima dosta pitanja o njegovom životu. Umro je 1535. godine.